# Cúp C1 châu Âu 1974–75
Mùa giải 1974–75 là mùa giải thứ 20 của Cúp C1 châu Âu, một giải đấu bóng đá thường niên cho các câu lạc bộ vô địch của các quốc gia thành viên của UEFA. Bayern Munich là đội vô địch lần thứ hai liên tiếp.
Á quân Leeds United là đội bóng Anh thứ hai lọt đến trận chung kết.

## Nhánh đấu
|  | Vòng một              | Vòng một | Vòng một | Vòng một |  |  | Vòng hai       | Vòng hai | Vòng hai       | Vòng hai |   |   | Tứ kết        | Tứ kết | Tứ kết        | Tứ kết |   |   | Bán kết | Bán kết | Bán kết      | Bán kết |  |  | Chung kết | Chung kết |  |
|  |                       |          |          |          |  |  |                |          |                |          |   |   |               |        |               |        |   |   |         |         |              |         |  |  |           |           |  |
|  | Hvidovre              | 0        | 1        | 1        |  |  |                |          |                |          |   |   |               |        |               |        |   |   |         |         |              |         |  |  |           |           |  |
|  | Ruch Chorzów          | 0        | 2        | 2        |  |  | Ruch Chorzów   | 2        | 2              | 4        |   |   |               |        |               |        |   |   |         |         |              |         |  |  |           |           |  |
|  | Jeunesse Esch         | 2        | 0        | 2        |  |  | Fenerbahçe     | 1        | 0              | 1        |   |   |               |        |               |        |   |   |         |         |              |         |  |  |           |           |  |
|  | Fenerbahçe            | 3        | 2        | 5        |  |  |                |          |                |          |   |   | Ruch Chorzów  | 3      | 0             | 3      |   |   |         |         |              |         |  |  |           |           |  |
|  | Hajduk Split          | 7        | 2        | 9        |  |  |                |          | Saint-Étienne  | 2        | 2 | 4 |               |        |               |        |   |   |         |         |              |         |  |  |           |           |  |
|  | Keflavík              | 1        | 0        | 1        |  |  | Hajduk Split   | 4        | 1              | 5        |   |   |               |        |               |        |   |   |         |         |              |         |  |  |           |           |  |
|  | Saint-Étienne         | 2        | 1        | 3        |  |  | Saint-Étienne  | 1        | 5              | 6        |   |   |               |        |               |        |   |   |         |         |              |         |  |  |           |           |  |
|  | Sporting CP           | 0        | 1        | 1        |  |  |                |          |                |          |   |   | Saint-Étienne | 0      | 0             | 0      |   |   |         |         |              |         |  |  |           |           |  |
|  |                       |          |          |          |  |  |                |          |                |          |   |   |               |        | Bayern Munich | 0      | 2 | 2 |         |         |              |         |  |  |           |           |  |
|  |                       |          |          |          |  |  | Bayern Munich  | 3        | 2              | 5        |   |   |               |        |               |        |   |   |         |         |              |         |  |  |           |           |  |
|  |                       |          |          |          |  |  | Magdeburg      | 2        | 1              | 3        |   |   |               |        |               |        |   |   |         |         |              |         |  |  |           |           |  |
|  |                       |          |          |          |  |  |                |          |                |          |   |   | Bayern Munich | 2      | 0             | 2      |   |   |         |         |              |         |  |  |           |           |  |
|  | Cork Celtic (w/o)     | -        | -        | -        |  |  |                |          | Ararat Yerevan | 0        | 1 | 1 |               |        |               |        |   |   |         |         |              |         |  |  |           |           |  |
|  | Omonia                | -        | -        | -        |  |  | Cork Celtic    | 1        | 0              | 1        |   |   |               |        |               |        |   |   |         |         |              |         |  |  |           |           |  |
|  | Viking                | 0        | 2        | 2        |  |  | Ararat Yerevan | 2        | 5              | 7        |   |   |               |        |               |        |   |   |         |         |              |         |  |  |           |           |  |
|  | Ararat Yerevan        | 2        | 4        | 6        |  |  |                |          |                |          |   |   | Bayern Munich | 2      |               |        |   |   |         |         |              |         |  |  |           |           |  |
|  | Levski-Spartak        | 0        | 1        | 1        |  |  |                |          |                |          |   |   |               |        |               |        |   |   |         |         | Leeds United | 0       |  |  |           |           |  |
|  | Újpesti Dózsa         | 3        | 4        | 7        |  |  | Újpesti Dózsa  | 1        | 0              | 1        |   |   |               |        |               |        |   |   |         |         |              |         |  |  |           |           |  |
|  | Leeds United          | 4        | 1        | 5        |  |  | Leeds United   | 2        | 3              | 5        |   |   |               |        |               |        |   |   |         |         |              |         |  |  |           |           |  |
|  | Zürich                | 1        | 2        | 3        |  |  |                |          |                |          |   |   | Leeds United  | 3      | 1             | 4      |   |   |         |         |              |         |  |  |           |           |  |
|  | Slovan Bratislava     | 4        | 1        | 5        |  |  |                |          | Anderlecht     | 0        | 0 | 0 |               |        |               |        |   |   |         |         |              |         |  |  |           |           |  |
|  | Anderlecht (a)        | 2        | 3        | 5        |  |  | Anderlecht     | 5        | 0              | 5        |   |   |               |        |               |        |   |   |         |         |              |         |  |  |           |           |  |
|  | Celtic                | 1        | 0        | 1        |  |  | Olympiacos     | 1        | 3              | 4        |   |   |               |        |               |        |   |   |         |         |              |         |  |  |           |           |  |
|  | Olympiacos            | 1        | 2        | 3        |  |  |                |          |                |          |   |   | Leeds United  | 2      | 1             | 3      |   |   |         |         |              |         |  |  |           |           |  |
|  | Feyenoord             | 7        | 4        | 11       |  |  |                |          |                |          |   |   |               |        | Barcelona     | 1      | 1 | 2 |         |         |              |         |  |  |           |           |  |
|  | Coleraine             | 0        | 1        | 1        |  |  | Feyenoord      | 0        | 0              | 0        |   |   |               |        |               |        |   |   |         |         |              |         |  |  |           |           |  |
|  | VÖEST Linz            | 0        | 0        | 0        |  |  | Barcelona      | 0        | 3              | 3        |   |   |               |        |               |        |   |   |         |         |              |         |  |  |           |           |  |
|  | Barcelona             | 0        | 5        | 5        |  |  |                |          |                |          |   |   | Barcelona     | 2      | 3             | 5      |   |   |         |         |              |         |  |  |           |           |  |
|  | Valletta              | 1        | 1        | 2        |  |  |                |          | Åtvidaberg     | 0        | 0 | 0 |               |        |               |        |   |   |         |         |              |         |  |  |           |           |  |
|  | HJK                   | 0        | 4        | 4        |  |  | HJK            | 0        | 0              | 0        |   |   |               |        |               |        |   |   |         |         |              |         |  |  |           |           |  |
|  | Universitatea Craiova | 2        | 1        | 3        |  |  | Åtvidaberg     | 3        | 1              | 4        |   |   |               |        |               |        |   |   |         |         |              |         |  |  |           |           |  |
|  | Åtvidaberg            | 1        | 3        | 4        |  |  |                |          |                |          |   |   |               |        |               |        |   |   |         |         |              |         |  |  |           |           |  |

## Vòng một
| Đội 1                 | TTS     | Đội 2          | Lượt đi | Lượt về |
| --------------------- | ------- | -------------- | ------- | ------- |
| Hvidovre              | 1–2     | Ruch Chorzów   | 0–0     | 1–2     |
| Jeunesse Esch         | 2–5     | Fenerbahçe     | 2–3     | 0–2     |
| Hajduk Split          | 9–1     | Keflavík       | 7–1     | 2–0     |
| Saint-Étienne         | 3–1     | Sporting CP    | 2–0     | 1–1     |
| Viking                | 2–6     | Ararat Yerevan | 0–2     | 2–4     |
| Levski-Spartak        | 1–7     | Újpesti Dózsa  | 0–3     | 1–4     |
| Leeds United          | 5–3     | Zürich         | 4–1     | 1–2     |
| Slovan Bratislava     | 5–5 (a) | Anderlecht     | 4–2     | 1–3     |
| Celtic                | 1–3     | Olympiacos     | 1–1     | 0–2     |
| Feyenoord             | 11–1    | Coleraine      | 7–0     | 4–1     |
| VÖEST Linz            | 0–5     | Barcelona      | 0–0     | 0–5     |
| Valletta              | 2–4     | HJK            | 1–0     | 1–4     |
| Universitatea Craiova | 3–4     | Åtvidaberg     | 2–1     | 1–3     |

Đặc cách: Bayern Munich (Tây Đức), Magdeburg (CHDC Đức) và Cork Celtic (Ireland, được bốc thăm để đối đầu với Omonia, đội đã rút lui do tình hình chính trị ở Síp).
Lazio đã bị loại trước khi bốc thăm.

### Lượt đi
| Hvidovre | 0–0    | Ruch Chorzów |
| -------- | ------ | ------------ |
|          | Report |              |

| Jeunesse Esch           | 2–3    | Fenerbahçe                             |
| ----------------------- | ------ | -------------------------------------- |
| Mond 56' · Giuliani 76' | Report | Arpacıoğlu 22' · Turan 48' · Konca 72' |

| Hajduk Split                                                             | 7–1    | Keflavík       |
| ------------------------------------------------------------------------ | ------ | -------------- |
| Žungul 2', 64' · Jerković 16', 52' · Buljan 22' · Šurjak 41' · Mijač 77' | Report | Jóhannsson 62' |

| Saint-Étienne               | 2–0    | Sporting CP |
| --------------------------- | ------ | ----------- |
| H. Revelli 15' · Bereta 58' | Report |             |

| Viking | 0–2    | Ararat Yerevan    |
| ------ | ------ | ----------------- |
|        | Report | Markarov 51', 81' |

| Levski-Spartak | 0–3    | Újpesti Dózsa                      |
| -------------- | ------ | ---------------------------------- |
|                | Report | Horváth 28' · Bene 58' · Dunai 76' |

| Leeds United                                       | 4–1    | FC Zürich |
| -------------------------------------------------- | ------ | --------- |
| Clarke 15', 42' · Lorimer 25' (ph.đ.) · Jordan 48' | Report | Katić 89' |

| Slovan Bratislava                         | 4–2    | Anderlecht                |
| ----------------------------------------- | ------ | ------------------------- |
| Novotný 1' · Masný 32', 44' · Švehlík 63' | Report | Coeck 48' · Van Himst 70' |

| Celtic     | 1–1    | Olympiacos   |
| ---------- | ------ | ------------ |
| Wilson 80' | Report | Persidis 16' |

| Feyenoord                                                                 | 7–0    | Coleraine |
| ------------------------------------------------------------------------- | ------ | --------- |
| Schoenmaker 23' · Kreuz 27', 82', 86' · Van Hanegem 35', 54' · Ressel 60' | Report |           |

| VÖEST Linz | 0–0    | Barcelona |
| ---------- | ------ | --------- |
|            | Report |           |

| Valletta | 1–0    | HJK |
| -------- | ------ | --- |
| Magro 6' | Report |     |

| Universitatea Craiova      | 2–1    | Åtvidaberg    |
| -------------------------- | ------ | ------------- |
| Oblemenco 15', 50' (ph.đ.) | Report | Augustsson 6' |

### Lượt về
| Ruch Chorzów  | 2–1    | Hvidovre     |
| ------------- | ------ | ------------ |
| Bula 34', 63' | Report | Pedersen 55' |

Ruch Chorzów thắng với tổng tỷ số 2–1.
| Fenerbahçe                  | 2–0    | Jeunesse Esch |
| --------------------------- | ------ | ------------- |
| Turan 31' (ph.đ.) · Şen 69' | Report |               |

Fenerbahçe thắng với tổng tỷ số 5–2.
| Keflavík | 0–2    | Hajduk Split         |
| -------- | ------ | -------------------- |
|          | Report | Džoni 4' · Mijač 52' |

Hajduk Split thắng với tổng tỷ số 9–1.
| Sporting CP | 1–1    | Saint-Étienne |
| ----------- | ------ | ------------- |
| Yazalde 37' | Report | Synaeghel 25' |

Saint-Étienne thắng với tổng tỷ số 3–1.
| Ararat Yerevan                          | 4–2    | Viking                   |
| --------------------------------------- | ------ | ------------------------ |
| Markarov 29', 50', 59' · Bondarenko 83' | Report | Nilsen 41' · Berland 42' |

Ararat Yerevan thắng với tổng tỷ số 6–2.
| Újpesti Dózsa                  | 4–1    | Levski-Spartak |
| ------------------------------ | ------ | -------------- |
| Bene 13', 70' · Dunai 58', 65' | Report | Voynov 19'     |

Újpesti Dózsa thắng với tổng tỷ số 7–1.
| FC Zürich                          | 2–1    | Leeds United |
| ---------------------------------- | ------ | ------------ |
| Katić 37' · Rutschmann 42' (ph.đ.) | Report | Clarke 36'   |

Leeds thắng với tổng tỷ số 5–3.
| Anderlecht                              | 3–1    | Slovan Bratislava |
| --------------------------------------- | ------ | ----------------- |
| Van Himst 10' · Coeck 12' · Thissen 89' | Report | Masný 54'         |

Tổng tỷ số Slovan Bratislava 5–5 Anderlecht. Anderlecht thắng nhờ bàn thắng sân khách.
| Olympiacos                          | 2–0    | Celtic |
| ----------------------------------- | ------ | ------ |
| Kritikopoulos 2' · Stavropoulos 24' | Report |        |

Olympiacos thắng với tổng tỷ số 3–1.
| Coleraine   | 1–4    | Feyenoord                                     |
| ----------- | ------ | --------------------------------------------- |
| Simpson 65' | Report | Schoenmaker 27', 44', 66' (ph.đ.) · Kreuz 56' |

Feyenoord thắng với tổng tỷ số 11–1.
| Barcelona                                                           | 5–0    | VÖEST Linz |
| ------------------------------------------------------------------- | ------ | ---------- |
| Asensi 22' · Clares 30', 33' · Juan Carlos 50' · Rexach 76' (ph.đ.) | Report |            |

Barcelona thắng với tổng tỷ số 5–0.
| HJK                                                       | 4–1    | Valletta   |
| --------------------------------------------------------- | ------ | ---------- |
| Rahja 8' · Peltoniemi 17' · Hämäläinen 37' · Forssell 81' | Report | Giglio 89' |

HJK thắng với tổng tỷ số 4–2.
| Åtvidaberg                                           | 3–1    | Universitatea Craiova |
| ---------------------------------------------------- | ------ | --------------------- |
| Andersson 19' · Almqvist 29' · Wallinder 87' (ph.đ.) | Report | Bradin 40'            |

Åtvidaberg thắng với tổng tỷ số 4–3.

## Vòng hai

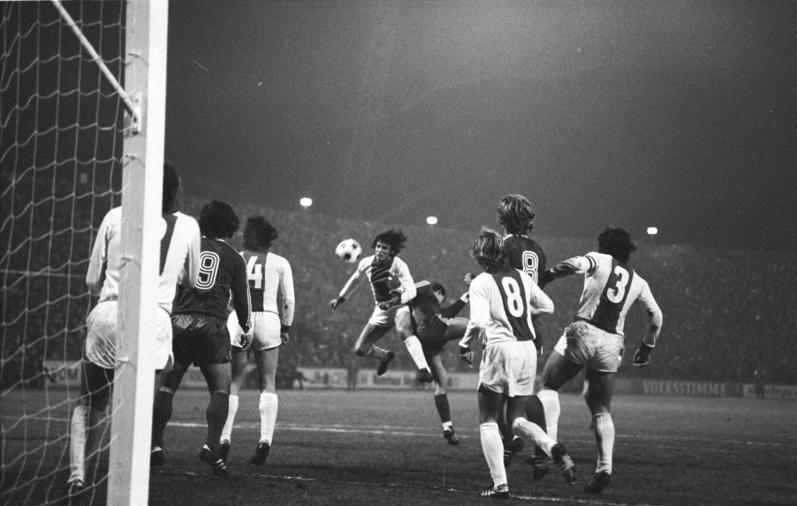
1. FC Magdeburg v. Bayern Munich

| Đội 1         | TTS | Đội 2          | Lượt đi | Lượt về |
| ------------- | --- | -------------- | ------- | ------- |
| Ruch Chorzów  | 4–1 | Fenerbahçe     | 2–1     | 2–0     |
| Hajduk Split  | 5–6 | Saint-Étienne  | 4–1     | 1–5     |
| Bayern Munich | 5–3 | Magdeburg      | 3–2     | 2–1     |
| Cork Celtic   | 1–7 | Ararat Yerevan | 1–2     | 0–5     |
| Újpesti Dózsa | 1–5 | Leeds United   | 1–2     | 0–3     |
| Anderlecht    | 5–4 | Olympiacos     | 5–1     | 0–3     |
| Feyenoord     | 0–3 | Barcelona      | 0–0     | 0–3     |
| HJK           | 0–4 | Åtvidaberg     | 0–3     | 0–1     |

### Lượt đi
| Ruch Chorzów                | 2–1    | Fenerbahçe   |
| --------------------------- | ------ | ------------ |
| Kopicera 46' · Benigier 61' | Report | Gülseven 38' |

| Hajduk Split                               | 4–1    | Saint-Étienne  |
| ------------------------------------------ | ------ | -------------- |
| Jerković 29', 65' · Žungul 57' · Mijač 81' | Report | H. Revelli 35' |

| Bayern Munich                        | 3–2    | Magdeburg                         |
| ------------------------------------ | ------ | --------------------------------- |
| Müller 51' (ph.đ.), 63' · Wunder 69' | Report | Hansen 1' (l.n.) · Sparwasser 44' |

| Cork Celtic  | 1–2    | Ararat Yerevan                 |
| ------------ | ------ | ------------------------------ |
| Tambling 90' | Report | Zanazanyan 25' · Ghazaryan 65' |

| Újpesti Dózsa       | 1–2    | Leeds United             |
| ------------------- | ------ | ------------------------ |
| Fazekas 19' (ph.đ.) | Report | Lorimer 7' · McQueen 22' |

| Anderlecht                                                                  | 5–1    | Olympiacos        |
| --------------------------------------------------------------------------- | ------ | ----------------- |
| Rensenbrink 23', 33' (ph.đ.), 59' (ph.đ.) · Van der Elst 25' · Ladinsky 70' | Report | Viera 28' (ph.đ.) |

| Feyenoord | 0–0    | Barcelona |
| --------- | ------ | --------- |
|           | Report |           |

| HJK | 0–3    | Åtvidaberg                         |
| --- | ------ | ---------------------------------- |
|     | Report | Almqvist 15', 75' · Hasselberg 65' |

### Lượt về
| Fenerbahçe | 0–2    | Ruch Chorzów                |
| ---------- | ------ | --------------------------- |
|            | Report | Kopicera 16' · Benigier 42' |

Ruch Chorzów thắng với tổng tỷ số 4–1.
| Saint-Étienne                                                            | 5–1 (s.h.p.) | Hajduk Split |
| ------------------------------------------------------------------------ | ------------ | ------------ |
| Larqué 36' · Bathenay 61' · Bereta 71' (ph.đ.) · Triantafyllos 82', 104' | Report       | Jovanić 60'  |

Saint-Étienne thắng với tổng tỷ số 6–5.
| Magdeburg      | 1–2    | Bayern Munich   |
| -------------- | ------ | --------------- |
| Sparwasser 56' | Report | Müller 22', 55' |

Bayern Munich thắng với tổng tỷ số 5–3.
| Ararat Yerevan                                                      | 5–0    | Cork Celtic |
| ------------------------------------------------------------------- | ------ | ----------- |
| Poghosyan 29', 67' · Zanazanyan 54' · Ishtoyan 62' · Andreasyan 74' | Report |             |

Ararat Yerevan thắng với tổng tỷ số 7–1.
| Leeds United                           | 3–0    | Újpesti Dózsa |
| -------------------------------------- | ------ | ------------- |
| McQueen 28' · Bremner 46' · Yorath 65' | Report |               |

Leeds thắng với tổng tỷ số 5–1.
| Olympiacos            | 3–0    | Anderlecht |
| --------------------- | ------ | ---------- |
| Galakos 18', 68', 82' | Report |            |

Anderlecht thắng với tổng tỷ số 5–4.
| Barcelona            | 3–0    | Feyenoord |
| -------------------- | ------ | --------- |
| Rexach 33', 39', 70' | Report |           |

Barcelona thắng với tổng tỷ số 3–0.
| Åtvidaberg   | 1–0    | HJK |
| ------------ | ------ | --- |
| Almqvist 90' | Report |     |

Åtvidaberg thắng với tổng tỷ số 4–0.

## Tứ kết
| Đội 1         | TTS | Đội 2          | Lượt đi | Lượt về |
| ------------- | --- | -------------- | ------- | ------- |
| Ruch Chorzów  | 3–4 | Saint-Étienne  | 3–2     | 0–2     |
| Bayern Munich | 2–1 | Ararat Yerevan | 2–0     | 0–1     |
| Leeds United  | 4–0 | Anderlecht     | 3–0     | 1–0     |
| Barcelona     | 5–0 | Åtvidaberg     | 2–0     | 3–0     |

### Lượt đi
| Ruch Chorzów                                 | 3–2    | Saint-Étienne                  |
| -------------------------------------------- | ------ | ------------------------------ |
| Maszczyk 9' · Beniger 36' · Bula 46' (ph.đ.) | Report | Larqué 64' · Triantafyllos 84' |

| Bayern Munich                | 2–0    | Ararat Yerevan |
| ---------------------------- | ------ | -------------- |
| Hoeneß 78' · Torstensson 83' | Report |                |

| Leeds United                           | 3–0    | Anderlecht |
| -------------------------------------- | ------ | ---------- |
| Jordan 10' · McQueen 42' · Lorimer 89' | Report |            |

| Barcelona                | 2–0    | Åtvidaberg |
| ------------------------ | ------ | ---------- |
| Marinho 42' · Clares 81' | Report |            |

### Lượt về
| Saint-Étienne                       | 2–0    | Ruch Chorzów |
| ----------------------------------- | ------ | ------------ |
| Janvion 3' · H. Revelli 84' (ph.đ.) | Report |              |

Saint-Étienne thắng với tổng tỷ số 4–3.
| Ararat Yerevan | 1–0    | Bayern Munich |
| -------------- | ------ | ------------- |
| Andreasyan 35' | Report |               |

Bayern Munich thắng với tổng tỷ số 2–1.
| Anderlecht | 0–1    | Leeds United |
| ---------- | ------ | ------------ |
|            | Report | Bremner 74'  |

Leeds thắng với tổng tỷ số 4–0.
| Åtvidaberg | 0–3    | Barcelona                                     |
| ---------- | ------ | --------------------------------------------- |
|            | Report | Olsson 28' (l.n.) · Asensi 60' · Neeskens 70' |

Barcelona thắng với tổng tỷ số 5–0.

## Bán kết
| Đội 1         | TTS | Đội 2         | Lượt đi | Lượt về |
| ------------- | --- | ------------- | ------- | ------- |
| Saint-Étienne | 0–2 | Bayern Munich | 0–0     | 0–2     |
| Leeds United  | 3–2 | Barcelona     | 2–1     | 1–1     |

### Lượt đi
| Saint-Étienne | 0–0    | Bayern Munich |
| ------------- | ------ | ------------- |
|               | Report |               |

| Leeds United            | 2–1    | Barcelona  |
| ----------------------- | ------ | ---------- |
| Bremner 9' · Clarke 78' | Report | Asensi 66' |

### Lượt về
| Bayern Munich                   | 2–0    | Saint-Étienne |
| ------------------------------- | ------ | ------------- |
| Beckenbauer 2' · Dürnberger 70' | Report |               |

Bayern Munich thắng với tổng tỷ số 2–0.
| Barcelona  | 1–1    | Leeds United |
| ---------- | ------ | ------------ |
| Clares 69' | Report | Lorimer 7'   |

Leeds United thắng với tổng tỷ số 3–2.

## Chung kết
| Bayern Munich         | 2–0                | Leeds United |
| --------------------- | ------------------ | ------------ |
| Roth 71' · Müller 81' | Report MatchCentre |              |

## Các cầu thủ ghi bàn hàng đầu
Các cầu thủ ghi bàn hàng đầu tại Cúp C1 châu Âu 1974–75 như sau:
| Hạng | Tên             | Đội            | Số bàn thắng |
| ---- | --------------- | -------------- | ------------ |
| 1    | Eduard Markarov | Ararat Yerevan | 5            |
| 1    | Gerd Müller     | Bayern Munich  | 5            |
| 3    | Reine Almqvist  | Åtvidaberg     | 4            |
| 3    | Manuel Clares   | Barcelona      | 4            |
| 3    | Allan Clarke    | Leeds United   | 4            |
| 3    | Jurica Jerković | Hajduk Split   | 4            |
| 3    | Wilhelm Kreuz   | Feyenoord      | 4            |
| 3    | Peter Lorimer   | Leeds United   | 4            |
| 3    | Carles Rexach   | Barcelona      | 4            |
| 3    | Lex Schoenmaker | Feyenoord      | 4            |